# Hickory County
Hickory County is een county in de Amerikaanse staat Missouri.
De county heeft een landoppervlakte van 1.032 km² en telt 8.940 inwoners (volkstelling 2000). De hoofdplaats is Hermitage.